# Armadillidium clausii
Armadillidium clausii är en kräftdjursart som beskrevs av Karl Wilhelm Verhoeff 1901. Armadillidium clausii ingår i släktet Armadillidium och familjen klotgråsuggor. Inga underarter finns listade i Catalogue of Life.